# Джонсон (округ, Іллінойс)
Шаблон:StateAbbr_ 37°28′ пн. ш. 88°52′ зх. д. / 37.46° пн. ш. 88.87° зх. д.
Округ  Джонсон (англ. Johnson County) — округ (графство) у штаті  Іллінойс, США. Ідентифікатор округу 17087.

## Історія
Округ утворений 1812 року.

## Демографія
За даними перепису 
2000 року 
загальне населення округу становило 12878 осіб, зокрема міського населення було 2686, а сільського — 10192.
Серед мешканців округу чоловіків було 7706, а жінок — 5172. В окрузі було 4183 домогосподарства, 3052 родин, які мешкали в 5046 будинках.
Середній розмір родини становив 2,87.
Віковий розподіл населення поданий у таблиці:
| Стать    | До 15 років | 15-21 | 22-29 | 30-39 | 40-49 | 50-65 | 65-85 | Понад 85 |
| -------- | ----------- | ----- | ----- | ----- | ----- | ----- | ----- | -------- |
| Чоловіки | 1006        | 850   | 1297  | 1540  | 1106  | 1130  | 713   | 64       |
| Жінки    | 925         | 443   | 443   | 676   | 739   | 977   | 855   | 114      |

## Суміжні округи
- Вільямсон — північ
- Салін — північний схід
- Поуп — схід
- Массак — південний схід
- Пуласкі — південний захід
- Юніон — захід

## Виноски
1. ↑  U.S. Decennial Census. United States Census Bureau. Архів оригіналу за 26 квітня 2015. Процитовано 6 липня 2014.
2. ↑  Historical Census Browser. University of Virginia Library. Архів оригіналу за 11 серпня 2012. Процитовано 6 липня 2014.
3. ↑  Population of Counties by Decennial Census: 1900 to 1990. United States Census Bureau. Архів оригіналу за 24 квітня 2014. Процитовано 6 липня 2014.
4. ↑  Census 2000 PHC-T-4. Ranking Tables for Counties: 1990 and 2000 (PDF). United States Census Bureau. Архів оригіналу (PDF) за 18 грудня 2014. Процитовано 6 липня 2014.
5. ↑  State & County QuickFacts. United States Census Bureau. Архів оригіналу за 6 червня 2011. Процитовано 6 липня 2014.(англ.) Наведено за англійською вікіпедією.
6. ↑  American FactFinder. Бюро перепису населення США. Архів оригіналу за 21 травня 2008. Процитовано 31 січня 2008.

| США | Це незавершена стаття з географії США. Ви можете допомогти проєкту, виправивши або дописавши її. |